# Bibin svijet
Bibin svijet (deutsch Bibas Welt) ist eine kroatische Sitcom, die vom dortigen Privatsender RTL Televizija produziert wurde. Die zentrale Hauptfigur ist die Supermarktverkäuferin Biba Fruk (Ana Begić), die mit ihren Kollegen und ihrer Familie die Hürden des Alltags leisten muss und immer wieder in heikle Situationen kommt. Die Serie ist ein Remake der deutschen Comedyserie Ritas Welt, die von 1999 bis 2003 von RTL produziert wurde.

## Staffeln
| Staffel | Staffel | Folgen | Staffelpremiere    | Staffelfinale   |
| ------- | ------- | ------ | ------------------ | --------------- |
|         | 1       | 11     | 18. April 2006     | 27. Juni 2006   |
|         | 2       | 20     | 5. Dezember 2006   | 1. Mai 2007     |
|         | 3       | 25     | 1. April 2008      | 3. März 2009    |
|         | 4       | 17     | 18. September 2010 | 15. Jänner 2011 |

## Handlung
Biserka Fruk – von allen Biba genannt – lebt mit ihrem Ehemann, dem Automechaniker Martin Fruk (Janko Rakoš/Sven Šestak) und ihren beiden Kindern Sandra (Duška Jurić) und Darko (Valdemar Kušan) in einem Wohnviertel am Stadtrand von Zagreb und arbeitet als Kassiererin in einem nahe gelegenen Supermarkt. Dort arbeitet sie mit ihrem Chef Janko Piškorić (Željko Duvnjak) und ihren Kollegen Đurđa (Slavica Knežević), Milivoj (Amar Bukvić) und Vlado (Matija Jakšeković). Biba bringt sich, ihre Familie und auch ihre Kollegen immer wieder durch ihren frechen und zeitgleich lebhaften Charakter in verzwickte aber auch zeitgleich komische Situationen.

## Rollenbesetzung
| Darsteller        | Rollenname          | Jahr(e)   |
| ----------------- | ------------------- | --------- |
| Ana Begić         | Biserka „Biba“ Fruk | 2006–2011 |
| Janko Rakoš       | Martin Fruk #1      | 2006–2009 |
| Enes Vejzović     | Goran               | 2006–2011 |
| Slavica Knežević  | Đurđa Hrković       | 2006–2011 |
| Amar Bukvić       | Milivoj Babić       | 2006–2011 |
| Željko Duvnjak    | Janko Piškorić      | 2006–2011 |
| Matija Jakšeković | Vlado Krunčić       | 2006–2011 |
| Valdemar Kušan    | Darko Fruk          | 2006–2011 |
| Duška Jurić       | Sandra Fruk         | 2006–2011 |
| Goran Malus       | Elektrikär          | 2006–2007 |
| Inge Appelt       | Đurđas Mutter       | 2007–2008 |
| Sven Šestak       | Martin Fruk #2      | 2010–2011 |